# Родзянки

Герб Родзянок

Родзянки — козацько-старшинський (згодом дворянський) рід на Полтавщині й Катеринославщині у 18 — 20 століттях.

## Засновник роду

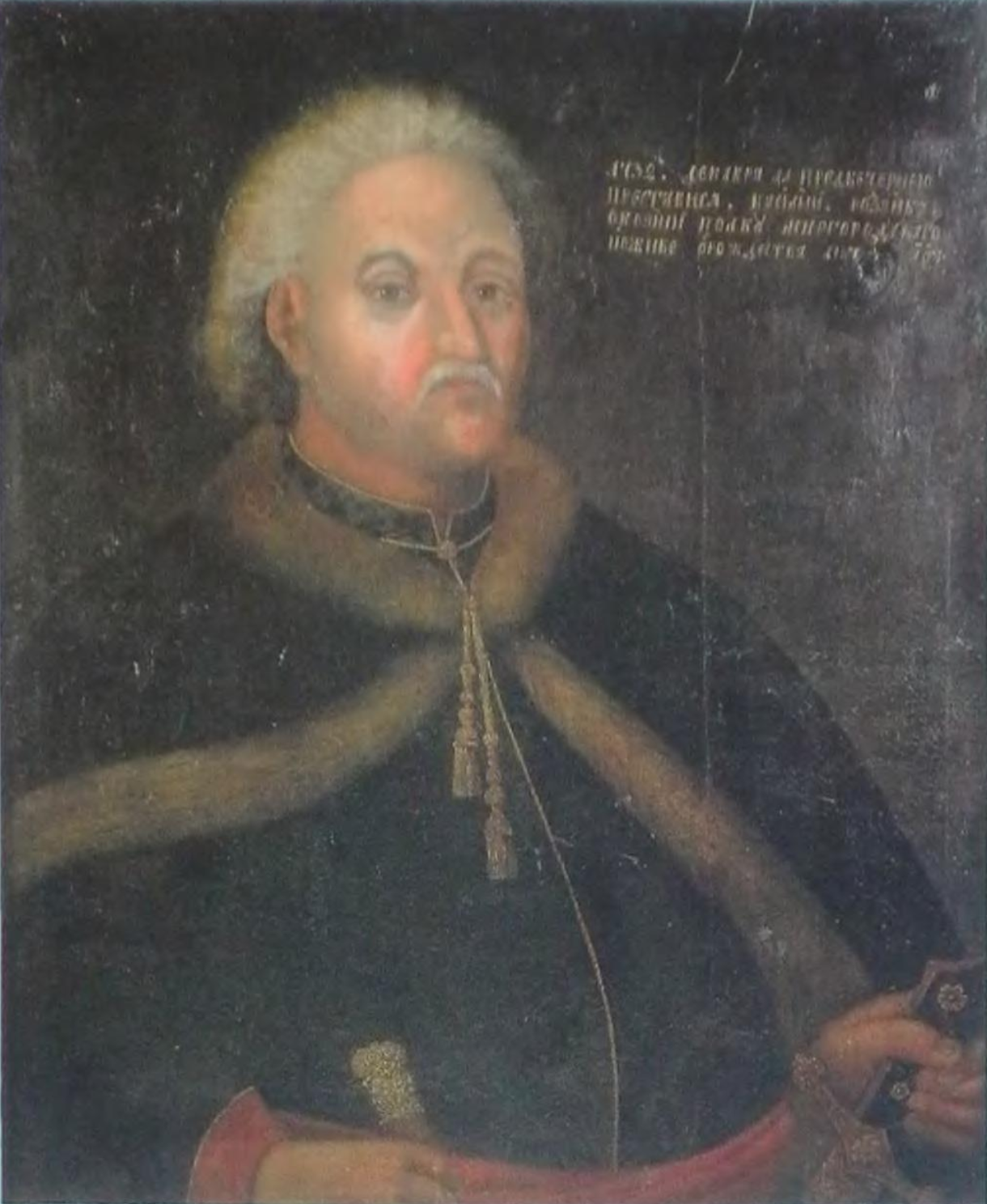
Портрет Василя Родзянки

Походить від Василя Родзянки (*1652—†1732), сотника хорольського (1701 — 04) й миргородського полкового обозного (1723 — 34). За службу йому 5 травня 1704 року було подаровано на Полтавщині село Фонцовка, а 18 вересня 1710 року — село Єньки. 7 лютого 1729 року Василь Родзянко отримав «стверджувальний гетьманський універс» на володіння селами.

## Генеалогія
Його син Степан Родзянко (*1687—↑1736) і внуки Єремій і Іван Родзянки створили «династію» сотників хорольських (1701-1768). Згодом Степан і Єремій Родзянки були миргородськими полковими обозними (1735-1736 і 1767-1779). Їх нащадки зберегли свої маєтки й провідні позиції в українському суспільстві Полтавщини до 20 століття. В козацькому реєстрі 1649 р. Полтавського полку згадується Гарасим Розянченко.

## Відомі представники
Семен Степанович Родзянко (народився близько 1721 року) оселився в Семенівці, і, як гадають, поклав початок селища Семенівки (Він і дав, розбудованому 1753 року, поселенню цю назву (за своїм іменем)). Він був спочатку Миргородським полковим осавулом (1746—1752), а потім Гадяцьким полковим осавулом (1755).
- Семен Родзянко (*1782—↑1808?) — поет був членом «Дружеского Литературного Общества» (1801-1804) у Москві;
- Аркадій Родзянко (*1793—↑1846) — член «Общества любителей словесности, наук и художеств» (1825), автор українських і російських віршів, близький до декабристів;
- Валеріян Родзянко (*1846 — †1904) був у 1860-их роках членом Української («малоросійської») громади в Москві;
- Сергій Родзянко (*1866) був комісаром Центральної Ради на Холмщині у 1917 — 1918 роках (зберіг свою посаду й за Гетьманату в 1918 році).

## Зв'язки
Родзянки були споріднені з Лесевичами, Ломиковськими, Оболонськими, Остроградськими й Старицькими (нащадками Родзянків були письменники Михайло Старицький і Людмила Старицька-Черняхівська).
У кінці 18 століття одна гілка Родзянок переселилася на Катеринославщину, де здобула великі маєтки в Новомосковському повіті. До цієї гілки належав серед інших Михайло Родзянко, голова III і IV Державної Думи.